# Бораја
Бораја је планина у Далмацији, Хрватска, изграђена од кречњака, са највишим врхом од 675 m. Налази се 16 km северозападно од Трогира. Њен полупусти камењар са оскудним остацима вегетације служи за испашу. На северозападним подножју разбацани су засеоци истоименог села, са малим бројем становника.